# Adventure Bar Labyrinth
Adventure Bar Labyrinth (Fushigi no Kuni no Labyrinth) est un jeu vidéo de type dungeon crawler développé par RideonJapan et édité par CIRCLE Entertainment, sorti en 2013 sur PlayStation Vita et Nintendo 3DS.
Le jeu se nomme Adventure Labyrinth Story sur Nintendo 3DS.

## Accueil
- Nintendo Life : 6/10 (3DS)[1]